# Still Recording
Pour plus de détails, voir Fiche technique et Distribution.
Still Recording est un film documentaire franco-germano-syrien réalisé par Saeed Al Batal et Ghiath Ayoub, sorti en 2019.

## Synopsis
De 2011 à 2015, pendant la guerre civile syrienne, huit opérateurs - dont l'un, Soleiman Al Naeeb, est mort en filmant en 2012 - enregistrent les combats et la vie quotidienne de la population dans la ville de Douma, dans la Ghouta orientale, banlieue de Damas assiégée pendant plusieurs années,.

## Fiche technique
- Titre : Still Recording
- Réalisation : Saeed Al Batal et Ghiath Ayoub
- Photographie :  Saeed Al Batal, Ghiath Ayoub, Tim Siofi, Abed Al-Rahman Al Najar, Ghith Beram, Milad Amin, Rafat Bearam et Soleiman Al Naeeb
- Son : Pierre Armand
- Montage :  Raya Yamisha et Qutaiba Barhamji
- Production : Bidayyat (Liban) - Films de Force Majeure (Marseille) - Blinker Filmproduktion (Cologne)
- Distribution : Arizona Distribution
- Pays de production :  Syrie,  France,  Allemagne
- Genre : Documentaire
- Durée : 128 minutes
- Dates de sortie : 
  - Mostra de Venise : septembre 2018
  - France - 27 mars 2019

## Sélections et récompenses
- Mostra de Venise 2018 (sélection Semaine internationale de la critique) - Prix FIPRESCI - Prix du public de la Settimana della Critica
- Ji.hlava International Documentary Film Festival 2018 - Mention spéciale
- Festival de Valdivia 2018, Chili - Meilleur film
- Festival international du film de Marrakech
- Göteborg Film Festival 2018, Suède
- International Human Rights Documentary Film Festival 2018, Prague
- Festival du film documentaire de Helsinki 2019
- Cinéma du réel 2019